# Provincia de Georgia
La provincia de Georgia fue una de las Colonias sureñas de la América británica y la última de las Trece Colonias en independizarse del Reino de Gran Bretaña y adherirse a Estados Unidos, de la que actualmente forma parte. Anteriormente el territorio se extendía hasta el río Misisipi.
El 21 de abril de 1732 el General James Oglethorpe fue puesto al cargo de la colonia por Jorge II hasta que el 9 de junio del mismo año el rey abolió su cargo. Las políticas de Oglethorpe eran restrictivas respecto a la morosidad de algunos colonos y a la consumición del alcohol que terminó por prohibir, leyes que desagradaron a los colonos puesto que también se oponía al uso de esclavos en plantaciones de algodón como mano de obra barata siendo más acorde con las políticas de los Estados de la Unión. Otra razón para la fundación de la colonia fue la de establecer un "estado fronterizo" que defendiera la zona sur de las colonias británicas de la Florida española, perteneciente al Imperio español. El General tenía pensado crear un estado formado por "granjeros fuertes", razón por la cual se opuso a la esclavitud.

## Fundación y desarrollo

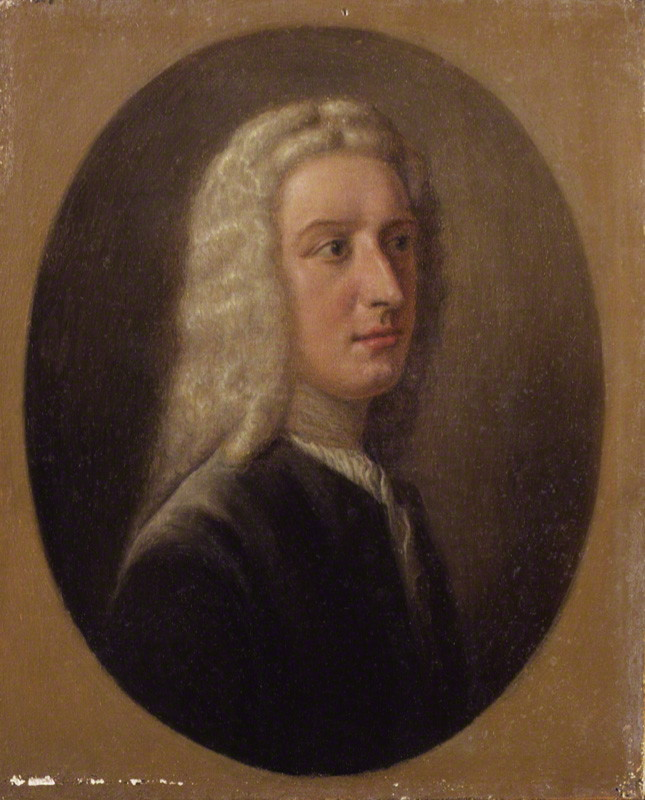
James Oglethorpe fue el primer gobernador de Georgia

La carta corporativa de la colonia fue otorgada al General James Oglethorpe el 21 de abril de 1732 por Jorge II, por quien la colonia fue nombrada.
Oglethorpe imaginó una colonia que serviría como refugio para los ingleses que habían sido encarcelados por deudas. El general Oglethorpe impuso leyes muy estrictas con las que muchos colonos no estaban de acuerdo, como la prohibición de bebidas alcohólicas. No estaba de acuerdo con la esclavitud y pensaba que un sistema de pequeñas propiedades era más apropiado que las grandes plantaciones comunes en las colonias justo al norte. Sin embargo, las concesiones de tierras no eran tan grandes como la mayoría de los colonos hubieran preferido.
El Consejo Privado del Reino Unido estableció a partir del 9 de junio de 1732 y durante las dos décadas posteriores la fundación de consejos que permitirían un mayor autogobierno de la provincia con fondos anuales de subsidios por parte del Parlamento británico. Sin embargo, tras grandes dificultades y con la marcha de Oglethorpe, Georgia pasó a formar parte en 1755 de la Corona británica.
De 1732 a 1758 se produjeron cambios en varios distritos y localidades. Ese mismo año Georgia quedó dividida en ocho parroquias. El 25 de marzo de 1765, el gobernador James Wright aprobó un acto de la Asamblea General que creaba cuatro nuevas parroquias.
La colonia estaba asentada cerca del río Savannah mientras que la parte occidental estuvo bajo dominio de la Confederación Nativa Creek hasta el estallido de la guerra civil estadounidense.
El desarrollo de la colonia tardó en activarse en sus inicios. James Oglethorpe prohibió la entrada de bebidas alcohólicas y a los colonos no se les permitía tener terrenos de más de 50 acres (0,20 km²) de acuerdo con las leyes administrativas de Georgia. Aquellos que pudieran permitirse crear su propio terreno podían contratar a diez criados y recibir 500 acres. Los terrenos adicionales no se podían ni comprar ni vender.
Tales restricciones levantaron el descontento entre la población colona, por lo que Oglethorpe suavizó las leyes. Tras hacer las leyes más permisivas con respecto al alcohol, la esclavitud y las adquisiciones de terrenos, la productividad avanzó más deprisa. A partir de 1749 la esclavitud estuvo regulada a pesar de encontrarse con la oposición de los colonos escoceses.

## Periodo de la guerra revolucionaria y más allá
Durante la Revolución Americana, la población de Georgia al principio estaba dividida sobre cómo responder exactamente a las actividades revolucionarias y al aumento de las tensiones en otras provincias. Cuando estalló la violencia en 1775, los Patriotas radicales (también conocidos como Whigs) asaltaron la revista real en Savannah y se llevaron sus municiones, tomaron el control del gobierno provincial y expulsaron a muchos Lealistas de la provincia. En 1776, un congreso provincial declaró la independencia y sancionó una constitución para el nuevo estado. Georgia también sirvió como escenario de varias redadas importantes en la Florida controlada por los británicos.
En 1777 se crearon los ocho condados originales del estado de Georgia. Antes de eso, Georgia había sido dividida en unidades de gobierno local llamadas parroquias. El asentamiento se había limitado a las inmediaciones del río Savannah; el área occidental del nuevo estado permaneció bajo el control de la Confederación India Creek.
James Wright, el último gobernador real de la provincia de Georgia, despidió a la asamblea real en 1775. Fue brevemente prisionero de los revolucionarios antes de escapar en un buque de guerra británico en febrero de 1776. Durante la Guerra de la Revolución Americana, Wright se convertiría en el único gobernador real de las trece colonias en recuperar el control de parte de su colonia después de que las fuerzas británicas capturaron Savannah el 29 de diciembre de 1778. Las fuerzas británicas y lealistas restauraron grandes áreas de Georgia al dominio colonial, especialmente a lo largo de la costa, mientras que los patriotas continuaron manteniendo un gobernador independiente, Congreso y milicias en otras áreas. En 1779 los británicos repelieron un ataque de milicias del Ejército continental, y fuerzas militares y navales francesas en Savannah. El asedio de Augusta en 1781, por la milicia y las fuerzas continentales, lo devolvió al control patriota. Cuando se perdió la guerra, Wright y las fuerzas británicas evacuaron Savannah el 11 de julio de 1782. Después de eso, la Provincia de Georgia dejó de existir como colonia británica.
Georgia fue miembro del Segundo Congreso Continental, firmante de la Declaración de Independencia, el décimo estado en ratificar los Artículos de la Confederación el 24 de julio de 1778, [16] y el cuarto estado en ser admitido en la Unión según la Constitución de los Estados Unidos, el 2 de enero de 1788.
El 24 de abril de 1802, Georgia cedió al Congreso de los EE. UU.. partes de sus tierras occidentales, a las que tenía reclamos por haber regresado cuando era una provincia (colonia). Estas tierras se incorporaron al Territorio de Misisipi y más tarde (con otras tierras contiguas) se convirtieron en los estados de Alabama y Misisipi.